# Pittosporum brevicalyx
Pittosporum brevicalyx är en tvåhjärtbladig växtart som först beskrevs av Daniel Oliver, och fick sitt nu gällande namn av François Gagnepain. Pittosporum brevicalyx ingår i släktet Pittosporum och familjen Pittosporaceae. Inga underarter finns listade.

## Bildgalleri

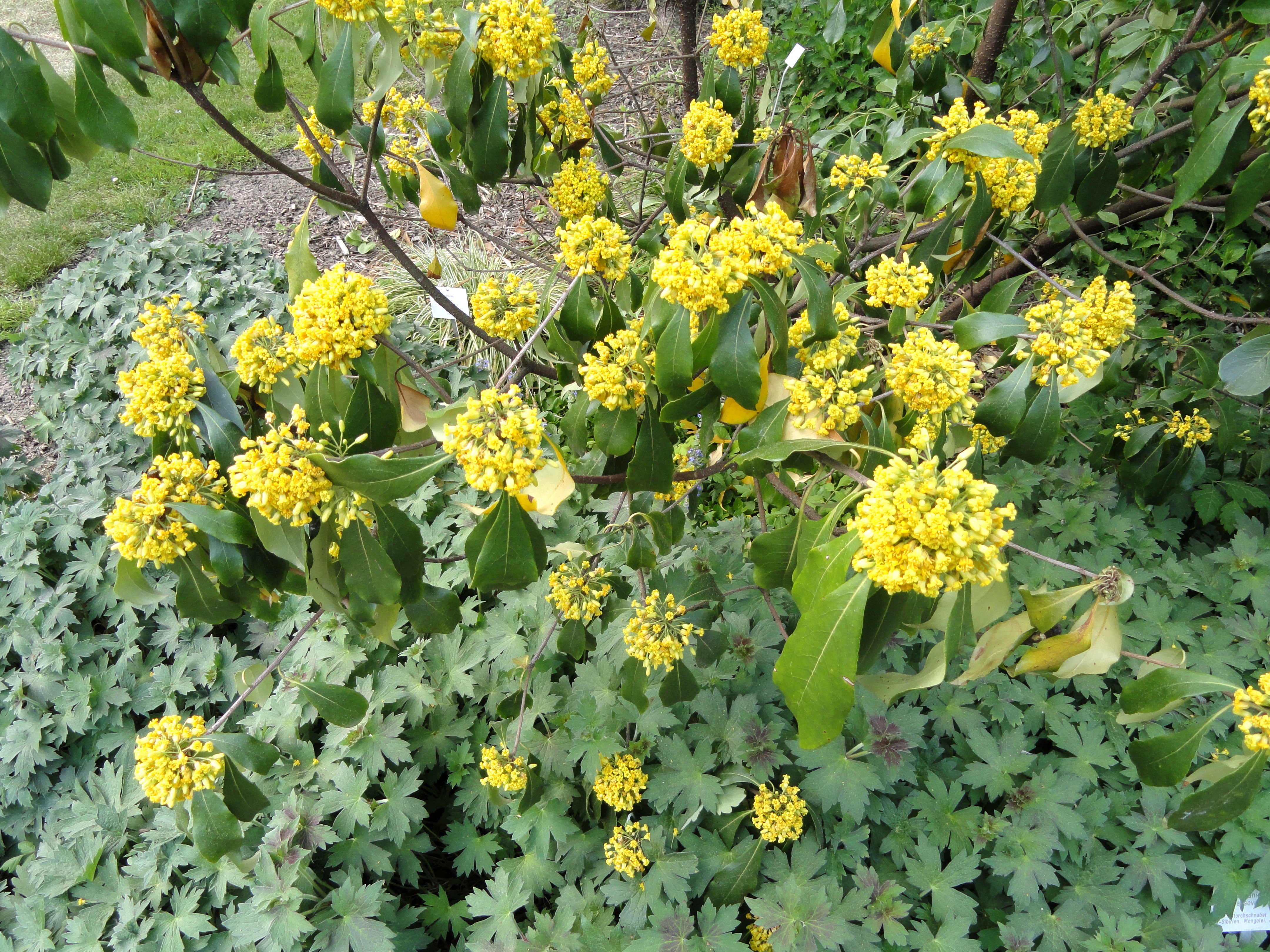
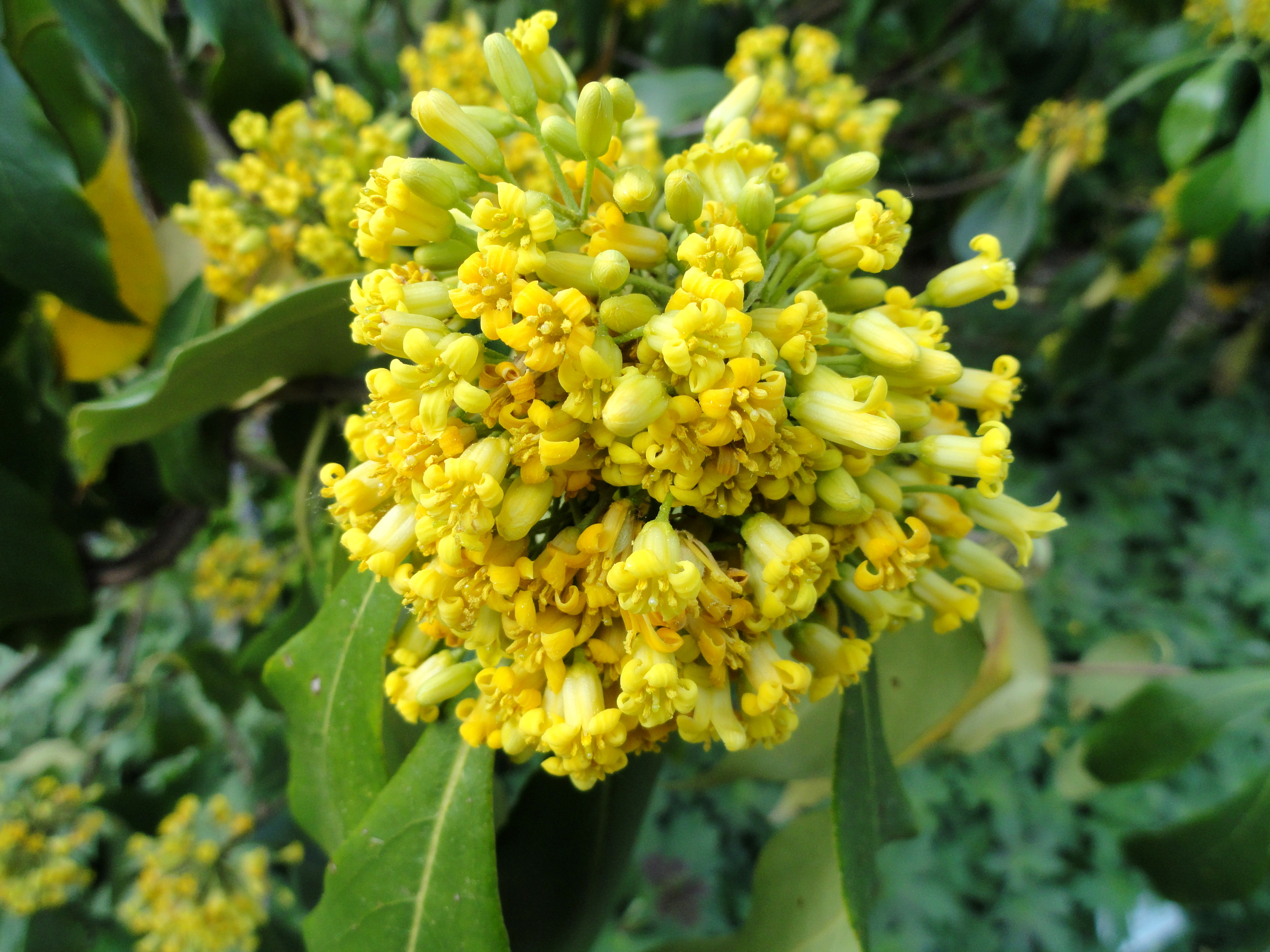